# Диндигул
Диндигул (там. திண்டுக்கல்) је град у Индији у држави Тамил Наду. Према незваничним резултатима пописа 2011. у граду је живело 207.225 становника.

## Становништво
Према незваничним резултатима пописа, у граду је 2011. живело 207.225 становника.
| 1991.   | 2001.   | 2011.   |
| ------- | ------- | ------- |
| 182.477 | 196.955 | 207.225 |